# 前湖 (南京)
前湖是中国江苏省南京市市区内的一个湖泊，位于钟山风景区内，东为明孝陵，南为城墙，水面面积约150亩。
前湖原为青溪水系主要水源地，明朝初年营造南京城后，成为南京护城河的水源之一，后逐渐干涸，水面缩减为今日规模。